# Dorsale Willett
La dorsale Willett è una catena montuosa situata nella regione centro-occidentale della Dipendenza di Ross, sulla costa di Scott, in Antartide. La dorsale, che fa parte della catena delle montagne del Principe Alberto, è orientata in direzione nord-sud, nella quale si estende per circa 40 km, a partire dal picco Mistake, all'estremità occidentale della dorsale Olympus, a sud, fino al ghiacciaio Mackay, a nord. A ovest la catena è invece delimitata dall'Altopiano Antartico e a est da una serie di valli e di dorsali che da partono da essa, come la già citata dorsale Olympus e i picchi Apocalypse, delimitati, questi ultimi, a nord dalla valle di Barwick e a sud dalla valle di Batham. La vetta più alta della dorsale è quella del monte Shapeless, nella regione meridionale della catena, che arriva a 2739 m s.l.m..

## Storia
La catena è stata scoperta nel corso della spedizione Discovery, condotta negli anni 1901-04 e comandata dal capitano Robert Falcon Scott, ma è stata così battezzata solo in seguito dai membri della squadra neozelandese della Spedizione Fuchs-Hillary, condotta nel 1956-58, in onore di  R. W. Willett, direttore del servizio geologico neozelandese, per la sua assistenza data nella preparazione della spedizione e nella stesura degli articoli scientifici basati su di essa.